# Emmanuel Kundé
Emmanuel Jerome Kundé (Ndom, 15 luglio 1956 – Emombo, 16 maggio 2025) è stato un calciatore camerunese, di ruolo difensore.

## Carriera

### Nazionale
Ha disputato le fasi finali dei Campionati del Mondo 1982 e 1990 (segnando un gol contro l'Inghilterra su rigore) e della Coppa d'Africa del 1984 e del 1988. Nel Coppa d'Africa 1988, nella finale contro la Nigeria, sigla il gol dell'1-0 calcio di rigore al 55' permettendo così al Camerun di vincere la sua seconda Coppa d'Africa.